# 동명공업고등학교
동명공업고등학교(東明工業高等學校)는 대한민국 부산광역시 남구 용당동에 있는 사립 고등학교이다.

## 학교 연혁
- 1977년 4월 11일 : 설립 및 이사장 취임, 학교법인 동명문화학원 설립, 강석진 초대 이사장 취임
- 1977년 12월 16일 : 동원공업고등학교 설립인가(기계, 전기, 전자, 화공, 건축 5개학과 각 2학급 학년당 10학급, 총 30학급)
- 1978년 3월 1일 : 초대 배석현 교장 취임
- 1978년 3월 6일 : 개교 및 제1회 입학식
- 1981년 2월 10일 : 제1회 졸업식(졸업생 578명)
- 1985년 3월 1일 : 동명공업고등학교로 교명 변경
- 1995년 9월 28일 : 동명정보공업고등학교로 교명 변경 및 학과 변경
- 2010년 8월 24일 : 부산항만물류고등학교로 교명 변경(항만장비과 4학급, 물류자동화과 4학급)
- 2011년 3월 16일 : 인조잔디구장 준공
- 2011년 10월 27일 : 제9대 서의택 이사장 취임
- 2016년 6월 30일 : 학칙변경(항만장비과→기계장비과로 학과명 변경)
- 2019년 3월 1일 : 동명공업고등학교 교명 변경 및 학과 변경(기계과 4학급, 전기전자과 3학급)
- 2022년 3월 2일 : 학칙변경(스마트기계과 3학급, 전기전자과 3학급)
- 2023년 2월 8일 : 제43회 졸업식(81명 졸업, 누계 26,415명)
- 2023년 3월 2일 : 제16대 이영호 교장 취임

## 설치 학과
- 전기전자과
- 스마트기계과

## 참고 자료
- 동명공업고등학교 - 한국교육학술정보원 학교알리미